# دعم رؤية وارويكشاير
دعم الرؤية في وركشير (المعروفة سابقًا باسم جمعية وركشير للمكفوفين) هي جمعية خيرية مسجلة في إنجلترا تُقدّم خدمات إعادة التأهيل للبالغين من ذوي الإعاقات البصرية لتمكينهم من العيش باستقلالية. تأسست جمعية وركشير للمكفوفين سنة 1911 بهدف الوقاية من العمى ومساعدة المكفوفين في وركشير وتعزيز رفاههم. تُقدَّم الخدمات من قبل فريق إعادة التأهيل التابع لدعم الرؤية في وركشير في مكاتبهم في ورك.
كانت إحدى المهام الأولى إجراء مسح لتحديد عدد المكفوفين المقيمين في المقاطعة. وقدّم عدد محدود من أبناء الرعايا رقمًا قدره 250 شخصًا. ترأس اجتماع التأسيس اللورد ألجرنون بيرسي، العمدة الأعلى لوَركشير وعضو البرلمان السابق من حزب المحافظين. وقد تحدث عن الصعوبات التي يواجهها المكفوفون في إيجاد العمل، فيما دعا أعضاء آخرون إلى تقديم دعم أكبر مماثل لما يُقدَّم في أجزاء أخرى من البلاد.
في سنة 1925، دخلت الجمعية في شراكة مع مجلس مقاطعة وركشير تم بموجبها توظيف أول معلم منزلي لزيارة وتعليم الأطفال المكفوفين في جميع أنحاء المقاطعة. مع صدور قانون توظيف الأشخاص المعوقين سنة 1944، بدأت الجمعية في تشجيع المكفوفين غير المعوقين جسديًا على التسجيل من أجل التوظيف، وبحلول سنة 1945، كانت الجمعية تدير مراكز في جميع أنحاء المقاطعة، والتي كانت تشمل حينها ليمينغتون، وشيرلي، وساتون كولدفيلد، وتاموورث.
في سنة 1950، اشترت المنظمة نُزُل هنتلي في ليمينغتون سبا وطوّرته ليصبح منزلًا لإقامة اثنين وعشرين من كبار السن المكفوفين. كان النزل يُدار من قبل مجلس مقاطعة وركشير حتى سنة 1980. ثم بيع، وتم التبرع بعائدات البيع للجمعية.
أشار تقرير صادر عن المعهد الوطني الملكي للمكفوفين سنة 1991 إلى أن عدد الأشخاص ذوي الإعاقات البصرية كان أكبر بكثير مما كان يُعتقد سابقًا. ردًا على ذلك، طورت الجمعية استراتيجية جديدة لتغطية العدد المتزايد من الأشخاص الذين تحتاج إلى تقديم الخدمات لهم. كما قامت بتقنين شراكتها مع خدمات الرعاية الاجتماعية في وركشير وفوّضت مهمة تسجيل الأشخاص المكفوفين وضعاف البصر إلى الجمعية.
خضعت الجمعية إلى برنامج إعادة هيكلة رئيسي سنة 2004 بسبب تغييرات في اللوائح المالية، وأصبحت شركة ذات مسؤولية محدودة في سنة 2008. في سنة 2011، كان لدى جمعية وركشير للمكفوفين أكثر من 4,000 شخص في قاعدة بياناتها، منهم 2,800 شخص مسجلين بشكل ما بإعاقة بصرية. احتفلت المنظمة بمئويتها في سنة 2011 من خلال إعادة تمثيل أول اجتماع في قاعة بلدية ليمينغتون. كما أُقيم معرض فني في معرض الفنون في ليمينغتون. في سنة 2014، غيّرت جمعية وركشير للمكفوفين اسمها التشغيلي إلى دعم الرؤية في وركشير.
الخدمات الحالية

### المساعدة والنصائح
تدير جمعية دعم الرؤية في وركشير خطًا هاتفيًا عامًا للمساعدة لأعضائها ولمقدّمي الرعاية وأفراد العائلة.
يوجد أيضًا مكتب دعم الرؤية في مستشفى ورك.

### الأندية ومراكز الزيارة المفتوحة
تدير الجمعية 14 ناديًا لأعضائها في جميع أنحاء وركشير. كما أنشأت سبعة مراكز زيارة مفتوحة لتسهيل الوصول إلى مرافقها وخدماتها للجمهور.

### خدمة الزيارات المنزلية
تُوفّر الجمعية خدمة زيارات منزلية يقوم فيها متطوعون بزيارة الأعضاء المكفوفين لمساعدتهم على القراءة أو المراسلات.

### إعادة التأهيل والتسجيل
تمتلك الجمعية فريقًا من موظفي إعادة التأهيل يساعدون الأشخاص ذوي الإعاقات البصرية على التكيّف مع التحديات المرتبطة بالرؤية المحدودة، مثل التنقل، والطهي، والقراءة، والكتابة، أو استخدام الهاتف.
تُقدَّم خدمة إعادة التأهيل من قبل الجمعية نيابة عن مجلس مقاطعة وركشير، قسم الصحة المجتمعية للبالغين (المعروف سابقًا باسم الخدمات الاجتماعية).

### خدمة الدعم التكنولوجي التفاعلي
توفر هذه الخدمة مقدمة للتقنيات الرقمية الحديثة مثل الحواسيب، والأجهزة اللوحية، والهواتف الذكية.

### خدمة التسوق
منذ شهر شباط سنة 2014، وفرت خدمة "شوبا هوپا" وسائل نقل للمبصرين ومرافقين مبصرين لمساعدتهم على التسوق. يتم تشغيل البرنامج بالشراكة مع "باك آند فورث للنقل المجتمعي".

### خدمة مرشديّ
منذ سنة 2014، تساعد خدمة "مرشديّ" الأشخاص ذوي الإعاقات البصرية على مغادرة منازلهم واستكشاف المجتمع المحلي من خلال توفير متطوعين مبصرين كمرشدين.
الكتب والصحف الناطقة
تُقدّم خدمة دي مونتفورت للكتب الناطقة، وهي جمعية خيرية مستقلة، كتبًا صوتية على أشرطة كاسيت للأشخاص المكفوفين وضعاف البصر في وركشير. تُدار الخدمة من قبل متطوعين منذ شهر نيسان سنة 2010، وكانت تُدار سابقًا بالشراكة مع مجلس مقاطعة وركشير تحت اسم "خدمة الكتب الناطقة في وركشير". يتم توفير الكتب مجانًا للأعضاء.
تتوفر أيضًا صحف ناطقة مجانية، تقدم أخبارًا محلية مأخوذة من مصادر مثل الصحف والمجلات.
بالإضافة إلى ذلك، تنشر الجمعية مجلة خاصة بأعضائها تغطي أخبار الجمعية ومواضيع أخرى ذات اهتمام. تصدر المجلة ثلاث مرات في السنة، وهي متاحة بطباعة كبيرة، وبصيغة بريل، وبنسخ صوتية.

### التوعية بالإعاقات البصرية
لمساعدة الشركات والمنظمات على الامتثال لقانون التمييز ضد الأشخاص ذوي الإعاقة، تقدم الجمعية تدريبات رسمية وعروضًا تقديمية غير رسمية للمنظمات والمجموعات المجتمعية.

## التمويل
رغم أن الجمعية قد تلقت تمويلًا من السلطات المحلية، إلا أنها تعتمد على التبرعات من الجمهور، والشركات، والمؤسسات الخيرية لتمويل أعمالها. يأتي ما يصل إلى ثلث دخلها من هذه المصادر الطوعية.

## الجوائز

### جائزة الملكة للخدمة التطوعية
في حزيران سنة 2020، كانت الجمعية واحدة من المنظمات التي تم تكريمها بجائزة الملكة للخدمة التطوعية، وهي أعلى وسام يُمنح لمجموعة تطوعية في المملكة المتحدة. وكانت واحدة من منظمتين فقط في وركشير حصلتا على الجائزة في تلك السنة.

### الجوائز التي تقدمها الجمعية
تمنح الجمعية سنويًا جوائز للأفراد والمنظمات التي ترى أنها قدّمت مساهمة كبيرة في تعزيز فهم أفضل للإعاقات البصرية.
تشمل هذه الجوائز كأس جورج مارشال، والذي يُمنح لمنظمة أو فرد له مساهمة بارزة في حياة الأشخاص ذوي الإعاقات البصرية، وكأس فيف برادفورد روز، والذي يُمنح لفرد تميز من خلال جهوده وإنجازاته في التغلب على حواجز الإعاقة البصرية.
من بين الحاصلين على كأس فيف برادفورد مقدم برنامج راديو بي بي سي 4 بيتر وايت، الذي حصل على الجائزة سنة 2002.

في سنة 2019، أنشأت الجمعية جائزة التميز للمتطوعين للاعتراف بجهود متطوعيها.

## روابط خارجية
- الموقع الرسمي
- Warwickshire Association for the Blind at Warwickshire.gov.uk
- Charity Commission. دعم رؤية وارويكشاير, registered charity no. 1123220.
- National Association of Local Societies for Visually Impaired People

قالب:Organizations for visually impaired people in the United Kingdom